# Équipe des îles Cook de futsal
Maillots
L’équipe des îles Cook de futsal est une sélection contrôlée par la fédération des îles Cook de football (îles Cook Football Association). Elle est membre de la FIFA, et participe donc aux grands tournois internationaux.
Elle est membre affilié de l'OFC. Elle participe à la Coupe d'Océanie de Futsal, qui constitue les Éliminatoires de la Coupe du monde de futsal.

## Histoire
L'équipe des îles Cook de futsal a disputé 6 rencontres lors de Coupe d'Océanie de Futsal 2000, et a perdu l'ensemble de ses confrontations.

## Parcours en Coupe d'Océanie de Futsal
- 1992 à 1996 : Ne participe pas
- 2000 : (7e)
- 2004 à 2016 : Ne participe pas

## Matchs par adversaire
| Date         | Lieu              | Équipe    | Résultat | Adversaire                |
| ------------ | ----------------- | --------- | -------- | ------------------------- |
| 21 août 2000 | Port Vila Vanuatu | Îles Cook | 2 - 3    | Nouvelle-Zélande          |
| 24 août 2000 | Port Vila Vanuatu | Îles Cook | 0 - 5    | Vanuatu                   |
| 25 août 2000 | Port Vila Vanuatu | Îles Cook | 1 - 4    | Fidji                     |
| 26 août 2000 | Port Vila Vanuatu | Îles Cook | 3 - 5    | Samoa                     |
| 27 août 2000 | Port Vila Vanuatu | Îles Cook | 0 - 5    | Australie                 |
| 28 août 2000 | Port Vila Vanuatu | Îles Cook | 0 - 5    | Papouasie-Nouvelle-Guinée |

### Nations rencontrées
| Adversaire                | Joués | Victoires | Matchs nuls | Défaites | Buts pour | Buts contre |
| ------------------------- | ----- | --------- | ----------- | -------- | --------- | ----------- |
| Nouvelle-Zélande          | 1     | 0         | 0           | 1        | 2         | 3           |
| Vanuatu                   | 1     | 0         | 0           | 1        | 0         | 5           |
| Fidji                     | 1     | 0         | 0           | 1        | 1         | 4           |
| Samoa                     | 1     | 0         | 0           | 1        | 3         | 5           |
| Australie                 | 1     | 0         | 0           | 1        | 0         | 5           |
| Papouasie-Nouvelle-Guinée | 1     | 0         | 0           | 1        | 0         | 5           |

## Bilan
| Rang | Équipe    | Pts | J | G | N | P | Bp | Bc | Diff |
| ---- | --------- | --- | - | - | - | - | -- | -- | ---- |
| #    | Îles Cook | 0   | 6 | 0 | 0 | 6 | 6  | 27 | -21  |